# 1760 Sandra
1760 Sandra eller 1950 GB är en asteroid i huvudbältet som upptäcktes den 10 april 1950 av den sydafrikanske astronomen E. L. Johnson i Johannesburg. Den har fått sitt namn efter Sandra, ett barnbarn till upptäckaren.
Asteroiden har en diameter på ungefär 34 kilometer.